# Gilly-lès-Cîteaux
Gilly-lès-Cîteaux är en kommun i departementet Côte-d'Or i regionen Bourgogne-Franche-Comté i östra Frankrike. Kommunen ligger i kantonen Nuits-Saint-Georges som tillhör arrondissementet Beaune. År 2022 hade Gilly-lès-Cîteaux 729 invånare.

## Befolkningsutveckling
Antalet invånare i kommunen Gilly-lès-Cîteaux
Referens:INSEE